# 沈豪傑
沈豪傑，BBS，JP，香港城鄉共融代表人物，沈黃律師事務所的合夥人，現任港區全國人大代表及元朗區議會委任議員，曾任元朗區議會主席及十八鄉北選區議員，表姐為1989亞洲小姐亞軍兼藝人萬綺雯。沈豪傑早年畢業於鐘聲學校、新界鄉議局元朗區中學及英國牛津布鲁克斯大学法律系。

## 簡介
沈豪傑父親是八鄉大地主沈慶旺，沈家是原十八鄉北區議員梁福元的世交。因梁福元改任十八鄉鄉事委員會主席，沈豪傑在十八鄉北補選中勝出。其後在2011年香港區議會選舉，自動當選連任。2015年香港區議會選舉，在十八鄉東選區自動當選。2019年香港區議會選舉，沈轉戰十八鄉北選區，並以接近300票之差，擊敗動元十八成員劉晉宇，成功連任。
2016年1月5日，沈豪傑在17名鄉事派和5名民主派議員支持下以22票比18票擊敗民建聯梁志祥，當選為元朗區議會主席。
2017年，沈豪傑擔任2017姚基金慈善賽的賽事籌備委員會副主席，賽會事前公佈NBA代表隊由JR史密夫領銜，但後來被指球員名單貨不對辦，引發市民向海關投訴，承辦方南華會其後發新聞稿表示接受退票。
2021年10月26日，沈豪傑再次當選為元朗區議會主席，接替早前被DQ的前區議會主席黃偉賢。
2022年12月15日，沈豪傑當選第14屆港區全國人大代表。
2023年12月12日，行政長官李家超委任179名委任區議員，沈豪傑成為元朗區議會委任議員。

### 歷屆選舉結果

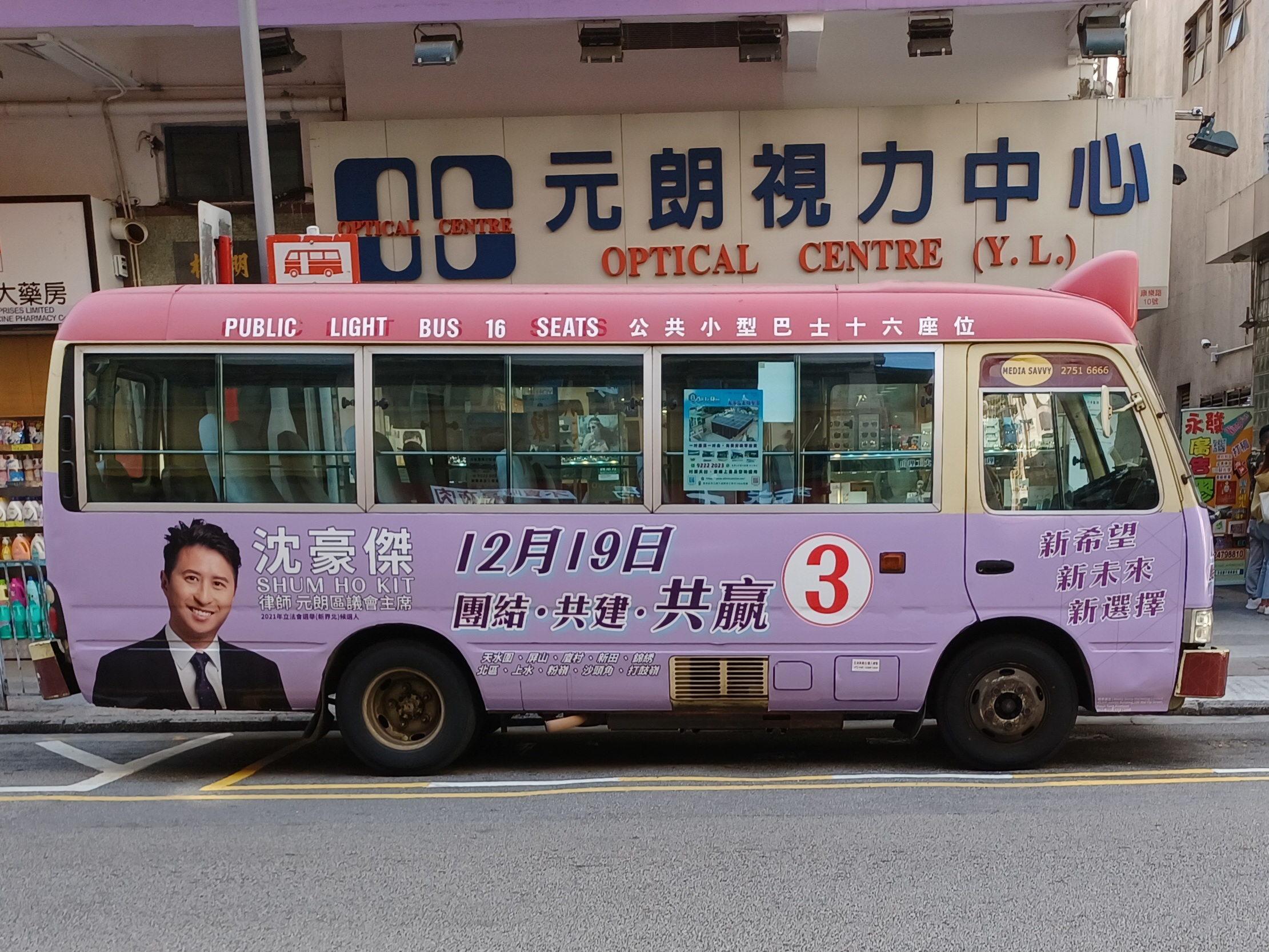
元朗區議會主席沈豪傑在2021年香港立法會選舉的小巴車身廣告

| 政党   | 政党       | 候选人    | 票数   | %     | ±      |
| ------ | ---------- | --------- | ------ | ----- | ------ |
|        | 香港新方向 | 1. 張欣宇 | 28,986 | 23.97 | 不適用 |
|        | 民建聯     | 2. 劉國勳 | 70,584 | 58.38 | 不適用 |
|        | 獨立       | 3. 沈豪傑 | 17,839 | 14.75 | 不適用 |
|        | 獨立       | 4. 曾麗文 | 3,498  | 2.89  | 不適用 |
| 多数票 | 多数票     | 多数票    | 11,147 | 9.22  | 不適用 |

| 政党   | 政党     | 候选人    | 票数  | %     | ±      |
| ------ | -------- | --------- | ----- | ----- | ------ |
|        | 動元十八 | ①. 劉晉宇 | 1,602 | 45.80 | 不適用 |
|        | 獨立     | ②. 沈豪傑 | 1,896 | 54.20 | 不適用 |
| 多数票 | 多数票   | 多数票    | 294   | 8.40  | 不適用 |

| 政党   | 政党   | 候选人 | 票数     | %      | ±      |
| ------ | ------ | ------ | -------- | ------ | ------ |
|        | 獨立   | 沈豪傑 | 自動當選 | 不適用 | 不適用 |
| 多数票 | 多数票 | 多数票 | 不適用   | 不適用 | 不適用 |

| 政党   | 政党   | 候选人 | 票数     | %      | ±      |
| ------ | ------ | ------ | -------- | ------ | ------ |
|        | 獨立   | 沈豪傑 | 自動當選 | 不適用 | 不適用 |
| 多数票 | 多数票 | 多数票 | 不適用   | 不適用 | 不適用 |

| 政党   | 政党   | 候选人    | 票数  | %     | ±      |
| ------ | ------ | --------- | ----- | ----- | ------ |
|        | 獨立   | ①. 沈豪傑 | 1,828 | 64.75 | 不適用 |
|        | 獨立   | ②. 鄭延平 | 966   | 34.22 | 不適用 |
| 多数票 | 多数票 | 多数票    | 862   | 30.53 | 不適用 |

## 資料來源
1. ↑  . 香港賽馬會.   [2020-11-15]. （原始内容存档于2022-04-07） （中文（香港））.
2. ↑  . 元朗區議會.   [2020-11-15]. （原始内容存档于2020-09-28） （中文（香港））.
3. ↑  . 沈黃律師事務所.   [2021-03-10]. （原始内容存档于2020-08-11） （中文（香港））.
4. ↑  . 香港商報. 2016年3月25日  [2018-06-28]. （原始内容存档于2018-06-28）.
5. ↑  . 壹週. 2016-01-06  [2016-09-12]. （原始内容存档于2017-01-13）.
6. ↑  . 立場新聞. 2016-01-05  [2016-09-12]. （原始内容存档于2016-09-20）.
7. ↑  . 明報. 2016-01-05  [2016-09-12]. （原始内容存档于2017-01-13）.
8. ↑  . Apple Daily 蘋果日報. 2016-01-06  [2017-07-07]. （原始内容存档于2016-04-12）.
9. ↑  . 獨立媒體. 2021-10-26  [2022-05-23]. （原始内容存档于2022-01-07）.
10. ↑  . 香港政府新聞公告. 2023-12-12  [2023-12-12]. （原始内容存档于2023-12-12）.

## 外部連結
- 元朗區議會主席沈豪傑議員歡迎辭（页面存档备份，存于）

| 議會席位            | 議會席位                                                    | 議會席位        |
| ------------------- | ----------------------------------------------------------- | --------------- |
| 前任： 梁福元       | 元朗區議會 十八鄉北選區區議員 2011年6月27日－2015年12月31日 | 繼任： 選區重組 |
| 前任： 選區設立     | 元朗區議會 十八鄉東選區區議員 2016年1月1日－2019年12月31日  | 繼任： 李俊威   |
| 前任： 選區重新設立 | 元朗區議會 十八鄉北選區區議員 2020年1月1日－2023年12月31日  | 繼任： 選區重組 |
| 前任： 梁志祥       | 元朗區議會主席 2016年1月5日－2019年12月31日日               | 繼任： 黃偉賢   |
| 前任： 黃偉賢       | 元朗區議會主席 2021年10月26日－2023年12月31日               | 繼任： 胡天祐   |